# Taunton Deane
Taunton Deane  é um distrito de administração local com estatuto de borough em Somerset, Inglaterra. A sua sede situa-se em Taunton.
O distrito foi criado em 1 de Abril de 1974, sob a Lei do Governo Local de 1972, pela fusão do Borough Municipal de Taunton, Distrito Urbano de Wellington, Distrito Rural de Taunton e Distrito Rural de Wellington.
Em 1975, Taunton Deane recebeu o estatuto de borough, perpetuando, assim, a natureza de prefeitura de Taunton.
O distrito recebeu o nome alternativo de Taunton Deane Hundred (ver hundred).